# Sovrallenamento
Il sovrallenamento o sindrome da sovrallenamento (o superallenamento), in inglese overtraining o overtraining syndrome (OTS) è una condizione fisica, comportamentale ed emotiva che si verifica quando il volume, l'intensità e la frequenza dell'esercizio fisico di un individuo superano la sua capacità di recupero. Il soggetto in sovrallenamento subisce uno stallo nel miglioramento delle prestazioni, e può accusare una perdita di forza e benessere. Il sovrallenamento è un problema comune nell'allenamento di endurance, nel resistance training (allenamento coi pesi), ma anche in altre discipline sportive praticate in maniera molto intensa, duratura e frequente.
Il sovrallenamento è una delle maggiori preoccupazioni per gli appassionati di fitness molto attivi, perché è responsabile di una riduzione della prestazione e di un aumento della fatica, durante l'allenamento così come nella vita quotidiana. La sindrome da sovrallenamento (OTS) di solito si verifica a seguito di un programma di allenamento che viene drammaticamente o improvvisamente aumentato, protratto per lunghi periodi di tempo, e viene eseguito ad alto volume, ad alta intensità, o entrambi, senza permettere un periodo di recupero sufficiente. Anche se alcuni atleti altamente motivati possono rispettare i principi di un allenamento duro dando il meglio di sé stessi, è fondamentale rendersi conto che sono necessari un programma di allenamento vario, dei periodi di riposo e recupero adeguati, e una valutazione periodica per il miglioramento fisico e per la prevenzione del OTS.

## Fattori fisiologici
Secondo la definizione dei ricercatori Fry e Kraemer (1997), il sovrallenamento rappresenta l'aumento di alcuni parametri di allenamento come l'intensità e/o il volume risultando in un decremento della prestazione a lungo termine. Prima di trattare la sindrome da sovrallenamento (OTS), è necessario riconoscere e comprendere i fattori fisiologici ad essa associati. Gli atleti di endurance che si allenano per ore a sessione, hanno dimostrato un'iperattività della ghiandola pituitaria (ipofisi), che, attraverso una serie di reazioni biochimiche, si traduce in una secrezione abnormalmente elevata di cortisolo, per definizione l'ormone dello "stress" che compromette la crescita muscolare. Il sistema riproduttivo umano può essere compromesso, in alcuni casi le donne accusano amenorrea (mancanza anomala del ciclo mestruale), mentre negli uomini diminuiscono i livelli di testosterone. In alcuni casi è stato visto che queste alterazioni ormonali negative tornino alla normalità dopo 2 o 3 mesi. I ricercatori hanno notato inoltre che possono verificarsi lesioni da usura, come la sindrome del tibiale posteriore, fratture da stress agli arti inferiori e tendinite.
I cambiamenti dell'umore sono un marker precoce e sensibile dell'OTS. I disturbi emotivi di solito si verificano prima di un calo delle prestazioni e in parallelo ad un aumento del carico. La depressione e la sindrome da fatica cronica rappresentano la condizione di sovrallenamento più comune osservata negli individui altamente allenati. La ricerca ha dimostrato che la depressione clinica e il sovrallenamento presentano numerosi sintomi in comune, inclusi i cambiamenti dei neurotrasmettitori, delle risposte immunitarie, e degli ormoni. Se la condizione non sembra migliorare nel tempo, la consultazione con uno psicologo sportivo qualificato può essere necessaria per risolvere lo stato patologico. 

### Sintomi fisiologici del OTS sulla prestazione[11]
- alterazione della frequenza cardiaca a riposo e della pressione sanguigna;
- stanchezza cronica;
- riduzione dell'abilità di movimento e della prestazione fisica;
- riduzione della risposta del lattato;
- riduzione della massima capacità di lavoro;
- nausea o disturbi gastrointestinali frequenti;
- mal di testa;
- riduzione della forza muscolare;
- incapacità di soddisfare gli standard raggiunti in precedenza;
- aumento della frequenza respiratoria;
- aumento della sete;
- insonnia;
- dolori articolari;
- perdita di appetito;
- riduzione del grasso corporeo;
- interruzione mestruale;
- dolore e indolenzimento muscolare;
- maggiore necessità di recupero dall'esercizio;
- ricomparsa di errori precedentemente corretti,

### Sintomi psicologici del OTS[11]
- cambiamenti di personalità;
- bassa autostima e bassa motivazione di allenamento;
- perdita di concentrazione durante il lavoro, lo studio o l'allenamento;
- instabilità emotiva;
- paura della competizione;
- senso di tristezza e depressione;
- apatia generale;
- atteggiamento di rinuncia;
- distrazione durante l'attività;

## Overreaching
Il termine overreaching o sovraffaticamento, indica un decremento della prestazione a breve termine dovuto all'aumento dell'intensità o del volume, il quale però viene facilmente recuperato in un periodo di tempo generalmente breve, da pochi giorni a due settimane. L’overreaching può essere definito in altri termini come il "sovrallenamento a breve termine", il quale può essere più facilmente gestito e contenuto prima che possa degenerare nella vera e propria sindrome da sovrallenamento (OTS). L’overreaching può anche essere il risultato di un microciclo (indicativamente una settimana) organizzato volutamente in maniera particolarmente intensa e stressante, oppure ancora può essere il risultato di un eccesso di stress non compensato da un adeguato recupero (soprattutto recupero metabolico). Se l’overreaching è un evento pianificato e il recupero è sufficiente, ciò risulta in un adattamento positivo e un miglioramento della prestazione. Tuttavia, se invece l’overreaching non viene gestito, viene ripetuto, o se viene interpretato come una necessità di intervenire aumentando l'intensità o il volume, allora esso degenera in overtraining, cioè l'effettivo sovrallenamento a lungo termine.

## Burnout
L’overreaching può anche dare origine al burnout o staleness (spossatezza), ovvero una disfunzione del sistema neuroendocrino localizzata a livello ipotalamico. Il burnout può verificarsi quando lo stress fisico ed emotivo supera la capacità individuale di sostenere gli allenamenti. In ambito scientifico, il termine burnout viene usato per descrivere la mancanza di motivazione, la spossatezza o l'insoddisfazione nel praticare un'attività fisica che in precedenza veniva affrontata con piacere. I ricercatori hanno notato che altri sintomi tipici del burnout possono essere stanchezza mentale, bassa autostima, isolamento emotivo, e una maggiore ansia. Tuttavia, i sintomi fisiologici che accompagnano il burnout sono analoghi a quelli notati nella sindrome da sovrallenamento. Una modalità potenzialmente efficace per evitare il burnout (e quindi anche l'OTS) è quella di evitare l'allenamento monotono e sovraccarichi eccessivi. Gli allenamenti devono essere progettati, se possibile, sulla base delle attività preferite di un individuo e regolarmente combinate con attività di diversa natura per offrire una varietà all'allenamento. Può essere utile a questo scopo cambiare il luogo in cui ci si allena (all'aperto o al chiuso), o variare il programma giorno per giorno o di settimana in settimana per offrire varietà e minimizzare i sintomi del burnout.

## Sovrallenamento e aspetti endocrini
L’overtraining e l’overreaching possono portare a dei cambiamenti sotto il profilo endocrino. Solo due settimane di overreaching hanno mostrato un decremento delle concentrazioni basali di testosterone e IGF-1, due importanti ormoni anabolici sul tessuto muscolare. Questo decremento era significativamente correlato con una riduzione della forza. Una riduzione dei livelli di testosterone è stato anche segnalato durante l’overreaching acuto. Tuttavia, l’overreaching a breve termine può non risultare in decrementi della prestazione o un aumento dei livelli di cortisolo, ma anzi può aumentare la risposta acuta del testosterone nell'esercizio coi pesi quando l'atleta ha almeno un anno di esperienza alle spalle e ha già sperimentato l’overreaching. L’overtraining legato alle variazioni di volume ha dimostrato di aumentare i livelli di cortisolo e di ridurre le concentrazioni basali dell'ormone luteinizzante (LH) e del testosterone libero, e il testosterone totale si è dimostrato particolarmente sensibile a questo stimolo. Inoltre, l'incremento del testosterone totale indotto dall'esercizio viene attenuato durante il sovrallenamento ad alto volume. Al contrario, il sovrallenamento indotto dall'alta intensità non sembra alterare le concentrazioni basali dell'ormone, dimostrando quindi una diversa risposta se paragonato al grande aumento del volume. Non sono stati riportati cambiamenti nei livelli di testosterone circolante e libero, cortisolo e somatotropina (GH) durante il sovrallenamento indotto dall'alta intensità (ad esempio 10 serie da 1 RM su squat ogni giorno per due settimane). Quindi, da quanto emerge dalla ricerca, sembra che il sovrallenamento indotto dall'alta intensità non alteri le concentrazioni ormonali basali con un corrispondente decremento della prestazione, mentre al contrario il sovrallenamento indotto dall'alto volume sembra alterare significativamente le concentrazioni ormonali basali.

## Sovrallenamento e sistema immunitario
Un segnale del sovrallenamento è l'immunosoppressione espressa in un aumento dei tassi di malattia (in particolare infezioni delle vie aeree superiori), un rigonfiamento delle ghiandole linfatiche, sintomi simil-influenzali (dolori muscolari, disturbi gastrici), contusioni e guarigione rallentata da graffi e ferite. Anche se un individuo può presentarsi molto in forma, l'innesco per la malattia o la lesione può essere il risultato dei due fattori: 1) un improvviso aumento del volume dell'esercizio (cioè, maggiore la distanza percorsa e/o frequenza, o aumento di serie per ripetizioni nell'esercizio coi pesi), e/o 2) un brusco aumento dell'intensità (cioè, un'elevata frequenza cardiaca durante l'esercizio cardiovascolare o un maggiore aumento dei sovraccarichi (% 1RM) nell'esercizio coi pesi). Questo periodo di immunosoppressione viene indicato come una "finestra aperta", perché un individuo è più vulnerabile a contrarre infezioni o ad infortunarsi durante o subito dopo un periodo di maggiore stress fisico e mentale. Secondo alcuni autori, la "finestra aperta" è "un periodo di tempo che dura da 3 a 24 ore dopo l'esercizio di endurance, durante il quale le difese immunitarie sono più deboli e il rischio di un'infezione delle vie aeree superiori (URTI) è maggiore". Le funzioni del sistema immunitario del corpo sono orientate verso garantire un supporto a qualunque danno provocato dall'esercizio intenso, quindi l'immunità generale si abbassa. Studi hanno dimostrato che i cambiamenti fisiologici avvengono in cellule specificamente correlate alla funzione immunitaria nei periodi di maggiore stress e volume di allenamento. La "finestra aperta" ad una maggiore esposizione alle malattie è stata osservata dopo sessioni di allenamento ad alto volume e ad alta intensità.
La connessione tra ridotta funzione immunitaria e l'OTS è stata anche attribuita a carenze nutrizionali, come discusso in dettaglio nel paragrafo successivo. Non riuscire ad assumere abbastanza fonti alimentari salutari come proteine, carboidrati e grassi (macronutrienti), compromette la funzione immunitaria impedendo al corpo di rigenerarsi e recuperare in vista delle continue sessioni di allenamento. Gli appassionati ed amatori che partecipano ad eventi sportivi o che si ostinano ad allenarsi quotidianamente devono essere consapevoli che la sindrome del sovrallenamento è connessa con una serie di malattie. Spesso, i soggetti che si allenano costantemente potrebbero andare incontro ad una fase di allenamento in condizione di malattia, finendo per prolungare i sintomi o farli riemergere, cosa che compromette ulteriormente la prestazione e ritarda il recupero fisico a livelli ottimali.

## Sovrallenamento e alimentazione
Molti individui in forma che seguono un rigido programma di allenamento, seguono anche un rigoroso regime alimentare. Le pressioni sociali possono portare questi individui a limitare l'apporto calorico, con l'errata convinzione che questa strategia serva a mantenere un fisico elegante e ad offrire un miglioramento delle prestazioni. Tuttavia, non assumere abbastanza nutrienti (e quindi carburante), compromette l'allenamento e il recupero, contribuendo alla manifestazione del sovrallenamento. Dopo un duro allenamento, le riserve intramuscolari di glicogeno possono essersi esaurite, il che rende indispensabile il consumo di carboidrati. Consumare cibi, come una ciotola di corn flakes con uvetta, una manciata di verdure (con carote, broccoli e cavolfiori), una macedonia di frutta (con fragole, banane e ananas), o un piatto di pasta, può rapidamente ricaricare le riserve di glicogeno. Infatti, il consumo di sufficienti e sane fonti di carboidrati, proteine e grassi, sono necessarie per mantenere il rendimento fisico giorno dopo giorno. Gli squilibri nutrizionali possono derivare da una ridotta assunzione di cibo e un dispendio energetico esagerato, risultando in un pesante deficit calorico.
Nel caso in cui il dispendio energetico superi costantemente l'apporto calorico (deficit calorico) e il corpo non venga correttamente alimentato per sostenere l'attività fisica, può facilmente verificarsi un affaticamento generale e lesioni. I primi sintomi comprendono, la perdita di appetito e la perdita di peso indesiderata indotta dal deperimento (perdita di massa muscolare). Gli amatori devono essere consapevoli che l'esercizio, anche a intensità moderate, stressa il corpo e si traduce in un aumento del metabolismo, in una produzione di calore supplementare (aumento della termogenesi), e una moltitudine di cambiamenti fisiologici e ormonali che richiedono un aumento della domanda energetica e una dieta equilibrata

## Sovrallenamento e allenamento coi pesi (resistance training)
Il resistance training (termine attribuito all'esercizio coi pesi) viene normalmente organizzato mediante l'impostazione di determinati parametri come la scelta degli esercizi, il loro ordine, il volume, l'intensità (% 1-RM) e i tempi di recupero. Tra questi parametri, è stato riconosciuto che quelli che incidono più sulla sindrome del sovrallenamento siano il volume e l'intensità.
- Un volume eccessivo eseguito per un periodo di tempo troppo lungo si presenta quando l'atleta aggiunge esercizi, aggiunge serie, o aumenta la frequenza di allenamento. I sintomi che si manifestano a causa del sovrallenamento sono simili a quelli riscontrati nell'esercizio aerobico di endurance troppo protratto. Un alto volume di allenamento spesso risulta in un rapporto sfavorevole tra testosterone e cortisolo, compromettendo gli adattamenti e i guadagni muscolari[24].
- Un'eccessiva intensità si riscontra quando l'atleta adopera carichi troppo elevati sulla percentuale del massimale (% 1-RM) per un periodo di tempo troppo elevato. Questo può causare un aumento dell'attività del sistema nervoso simpatico per compensare la perdita di forza muscolare[2].

Al fine di prevenire i sintomi del sovrallenamento, è necessario applicare il principio della periodizzazione. La periodizzazione è ampiamente usata nella progettazione di un allenamento coi pesi per evitare l'eccesso di allenamento, massimizzando i guadagni delle prestazioni e il recupero. I tradizionali modelli di periodizzazione descrivono una progressione da protocolli ad alto volume e bassa intensità (% 1RM) passando poi alla diminuzione del volume e aumentando l'intensità durante i diversi cicli.
Una riduzione del volume e un aumento dell'intensità nella processo durante il ciclo di allenamento viene indicato come periodizzazione progressiva. Nel modello di periodizzazione in overreaching, avviene un periodico aumento del volume o dell'intensità a breve termine (1-2 settimane) seguito da un ritorno al normale allenamento. Durante una periodizzazione ondeggiante, il volume e l'intensità di allenamento sono aumentate e diminuite su base regolare (settimanale), ma non nel modello generale che prevede un'intensità sempre crescente e una diminuzione del volume, con il progredire del periodo di allenamento. La periodizzazione di allenamento è solitamente suddivisa in tre tipi di cicli: microciclo, mesociclo e macrociclo. Il microciclo dura generalmente fino a 7 giorni. Il mesociclo è più vario, è può andare da 2 settimane a un paio di mesi, e può essere ulteriormente classificato come preparazione, competizione, picco, e fase di transizione. Il macrociclo si riferisce al periodo di allenamento generale a lungo termine, e rappresenta indicativamente un anno.